# Édit de Chauny
L'Édit de Chauny est un texte promulgué par le roi de France Henri IV le 13 décembre 1595 à Chauny. Ce texte vient après la révolte de la ville de Lyon durant la crise de succession qui voit la cité prendre le parti de la Sainte-ligue.
Cet édit réduit l'autonomie du consulat. Il resserre le nombre de membres à cinq, quatre échevins et un prévôt des marchands, au lieu de douze membres auparavant. Et surtout, leur nomination doit obligatoirement être acceptée par le roi, ce qui lui garantit d'avoir un relais fidèle à son pouvoir en ville.
Cet édit disparait avec la disparition du consulat, sous la Révolution française.

## Voir également
- Histoire de Lyon
- Consulat (Lyon)
- Liste des échevins de Lyon
- Liste des prévôts des marchands de Lyon